# Terrore notturno
Il terrore notturno (o pavor nocturnus), denominato anche disturbo da terrore nel sonno, è un'alterazione qualitativa del sonno che rientra nel gruppo delle parasonnie, insieme al sonnambulismo e alle illusioni ipnagogiche.

## Epidemiologia
Colpisce generalmente i bambini in età prescolare: inizia a manifestarsi intorno ai 2-4 anni e può continuare fino agli 11-12 anni. Più raramente, può colpire l'individuo adulto, in casi di particolare stress psicoemotivo.

## Eziologia
Le cause possono essere svariate:
- otiti medie effusive;
- stimolazioni sonore o luminose durante il sonno;
- stress;
- distensione vescicale;
- ipertrofia o vegetazioni adenoidee;
- febbre;
- alterazioni dell'equilibrio idro-salino;
- apnea del sonno.

Nella maggioranza dei casi, però, le cause restano sconosciute.

## Clinica

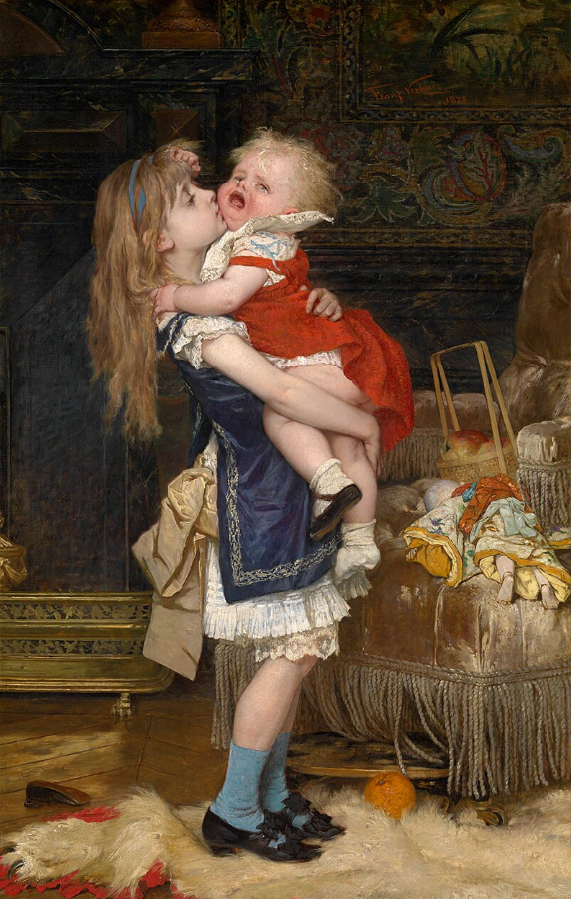
Frans Verhas, Inconsolabile, 1878 (Museo reale di belle arti di Anversa)

L'attacco di pavor nocturnus avviene durante il sonno, in maniera improvvisa e inaspettata. Nella prima metà della notte, il bambino si solleva dal letto. Piange ed urla in maniera esagerata e non sembra reagire ad alcun richiamo dei genitori. Di solito ha gli occhi sbarrati ma non vede chi ha di fronte. Altre volte, può restare con gli occhi chiusi. Se si tenta di "consolarlo", invece di calmarsi reagisce con maggior terrore.
Spesso, il bambino presenta sudorazione eccessiva, tachicardia e rigidità muscolare durante tutta la durata dell'attacco che può durare da pochi minuti ad oltre mezz'ora. Dopo la crisi, il bambino si rilassa e riprende a dormire.
Non è un incubo ed è molto diverso dal sonnambulismo: è una vera e propria crisi di terrore che si verifica nelle fasi 3 e 4 del sonno NREM (non-REM). Il bambino, anche se sembra sveglio, in realtà non lo è e per questo non reagisce agli stimoli ambientali. A volte esso può essere la conseguenza diretta di un incubo particolarmente spaventoso, ma nella maggior parte dei casi, il bambino non ricorda nessun incubo. Ricorda solo il terrore paralizzante. Spesso, la mattina dopo non c'è più memoria dell'accaduto.
Il soggetto, richiamando successivamente alla memoria l'episodio, potrebbe riconoscere uno stato di coscienza ma al contempo di non consapevolezza di sé e del luogo in cui si trovava al momento dell'attacco, con la sensazione di aver vissuto un'esperienza a metà tra un sogno e lo stato di veglia.

## Trattamento
Se il disturbo si presenta occasionalmente, non è necessario alcun tipo di intervento medico. I genitori devono evitare di toccare o prendere in braccio il bambino (infatti non farebbero altro che aumentarne il terrore). Spesso, parlare dolcemente al piccolo lo aiuta a calmarsi ed a tornare, lentamente, a dormire.